# Unbemanntes Fahrzeug

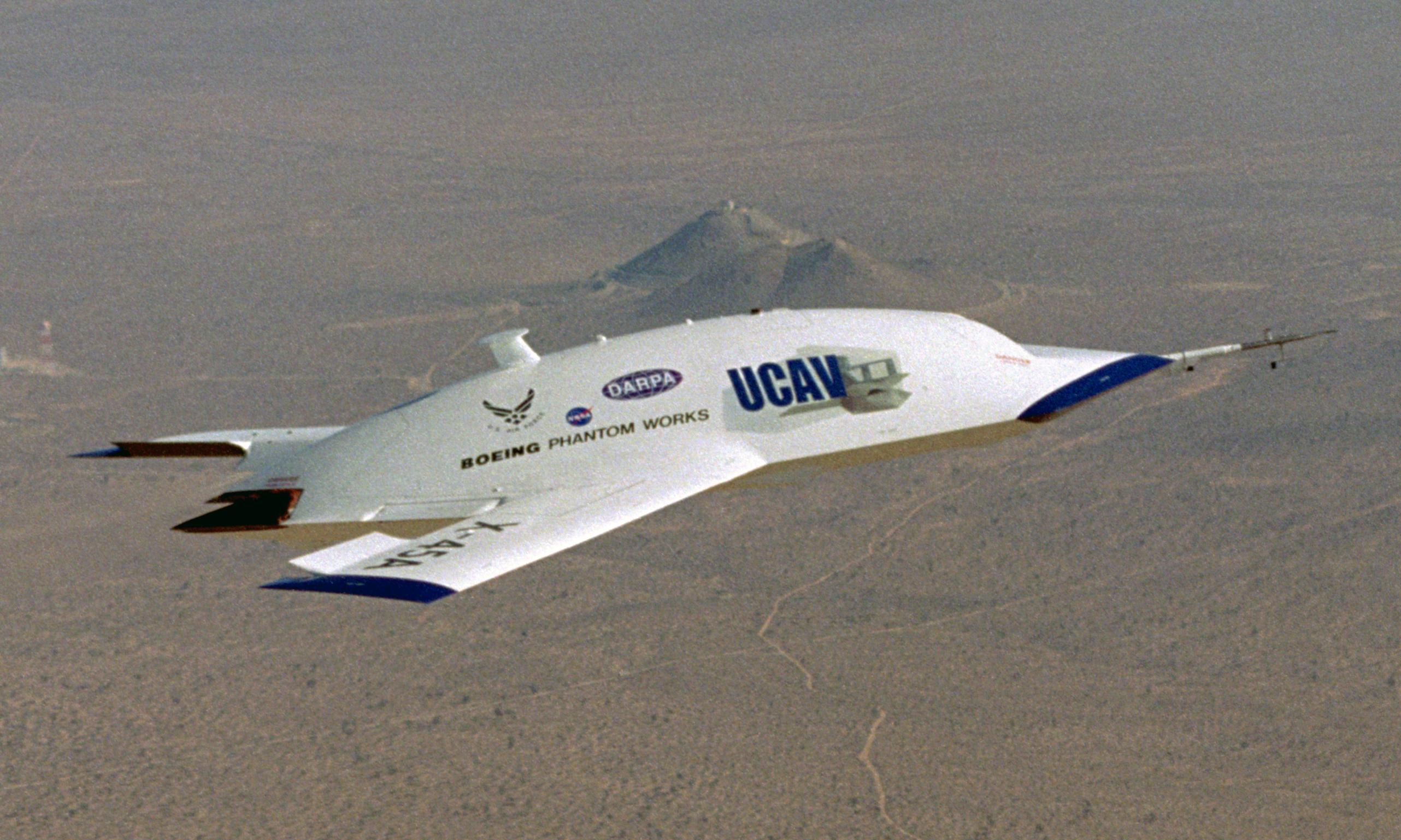
Unbemanntes Versuchsflugzeug Boeing X-45

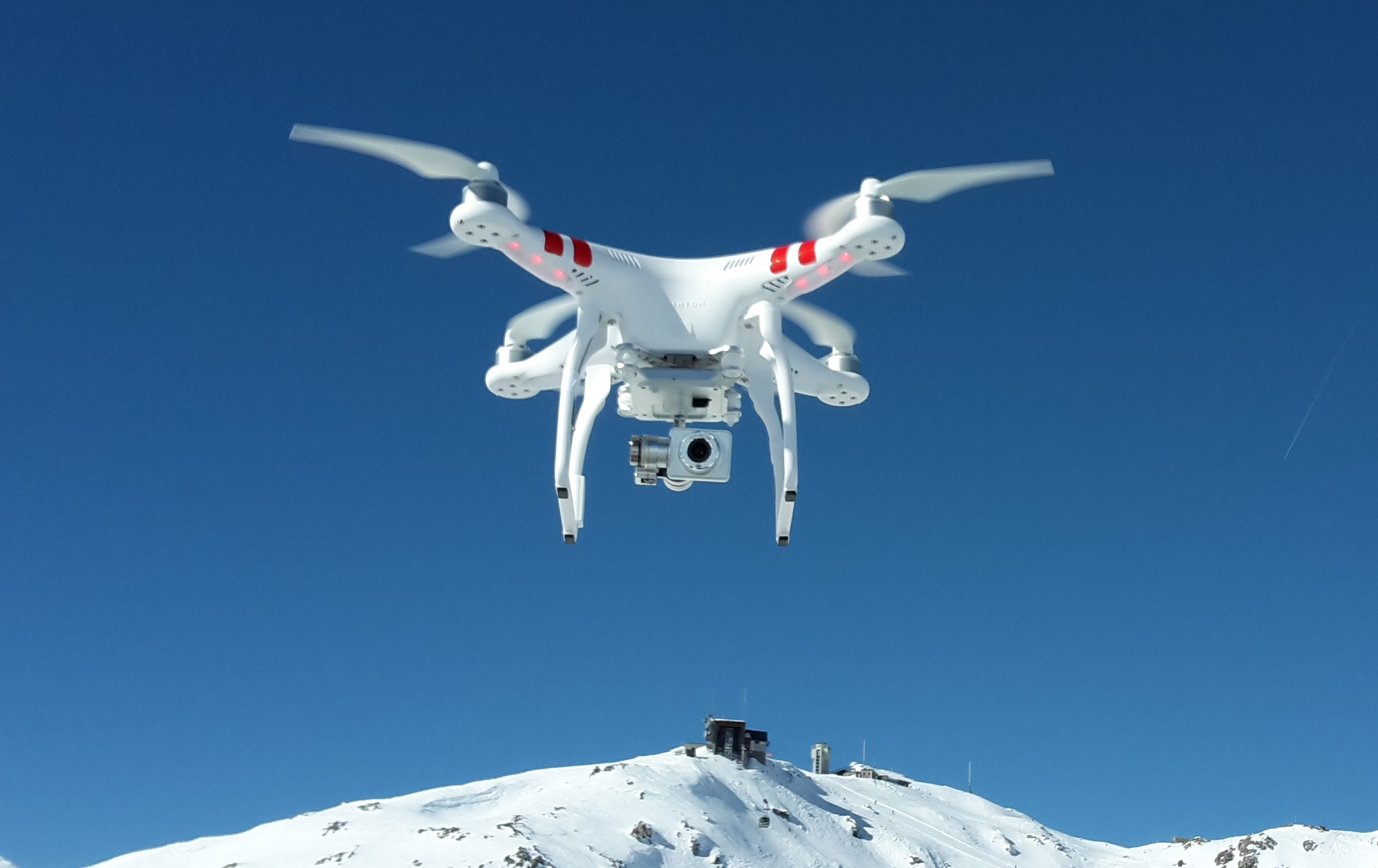
Quadrocopter-Drohne vor dem Weissfluhjoch

Ein unbemanntes Fahrzeug (in manchen Bereichen auch Drohne genannt) ist ein Fahrzeug ohne Personenbesatzung, das entweder eigenständig operiert oder ferngesteuert wird. 
Diese Fahrzeuge können unterteilt werden gemäß ihrem Einsatzbereich:
- Unbemanntes Landfahrzeug (z. B. Flurförderroboter, Rasenmähroboter)
- Unbemanntes Luftfahrzeug (Drohne)[1][2]
- Unbemanntes Unterwasserfahrzeug (z. B. Tauchroboter)[1]
- Unbemanntes Wasserfahrzeug